# 布兰迪斯
布兰迪斯（德語：Brandis，發音：[ˈbʁandɪs]）是德国萨克森州莱比锡县的城市，面积34.89平方千米，2023年12月31日人口为9,689人。